# Illingen (Baden-Württemberg)
Illingen è un comune tedesco di 7 267 abitanti, situato nel land del Baden-Württemberg.

## Amministrazione

### Gemellaggi
- Castelnovo ne' Monti